# Tiniocellus dolosus
Tiniocellus dolosus är en skalbaggsart som beskrevs av Branco 2010. Tiniocellus dolosus ingår i släktet Tiniocellus och familjen bladhorningar. Inga underarter finns listade i Catalogue of Life.